# Středověká křesťanská mystika

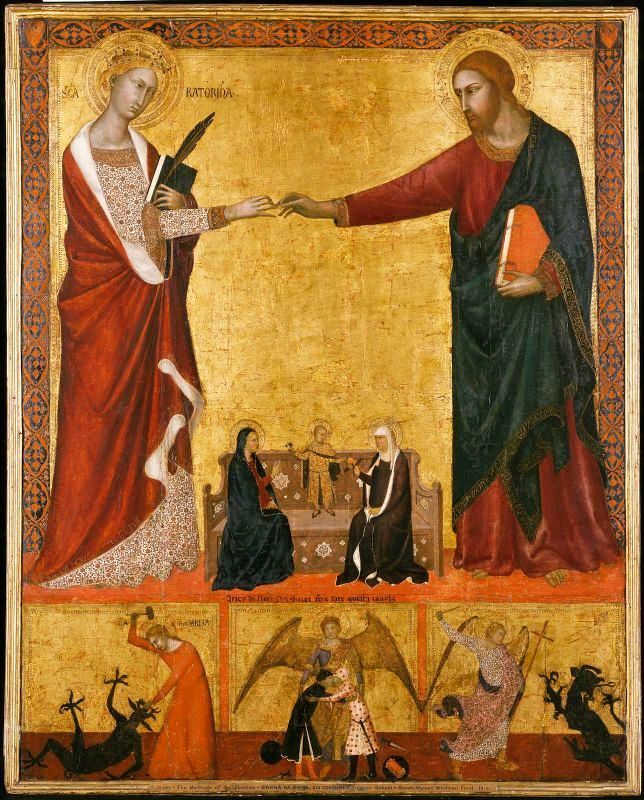
Mystický sňatek sv. Kateřiny Sienské (Barna da Siena, asi 1340)

Mystikou se nazývá schopnost člověka vstupovat do bezprostředního spojení s Bohem, „rozpouštět“ vlastní osobnost v osobnosti Boha. Obecně platí, že cílem mystiky je navození stavu sjednocení mezi člověkem a transcendencí. Křesťanskou mystiku inspiroval zejména řecký platonismus a novoplatonismus. Pro středověkou křesťanskou mystiku měl zásadní význam Pseudo-Dionýsios Areopagita a jeho pojetí mystiky. Namísto snahy o smyslové duchovní či zkušenostní poznávání Boha zdůraznil nutnost sjednocení s tím, co je nad vším bytím a poznáním. Za „zlatý věk“ západní středověké křesťanské mystiky je považován sklonek 12. až počátek 15. století.

## Terminologie
Slovo mystika pochází z řeckých termínů pro „tajemství“ mysterion a „tajemný“ mystikos. Oba termíny lze nalézt v raných křesťanských textech.
Termín mysticismus je moderním konstruktem, který je užíván v odborné literatuře s cílem identifikovat, popisovat, popřípadě kategorizovat specifický typ religiozity.

## Obecné rysy středověké křesťanské mystiky
Mystika je vedle scholastiky druhým hlavním směrem středověkého myšlení. Vytváří i svou zvláštní tzv.  kontemplativní teologii, pojatou jako učení o životě sjednoceném s Bohem. V období středověku, podobně jako v pozdní antice, se značně rozšířila praxe kajícnictví a asketismu a s nimi spojeného hledání co nejniternějšího styku s Bohem. Z tohoto společenského hnutí vznikla tehdy tak vlivná a rozšířená instituce mnišství. Proto mystická praxe je zákonitým jevem společenského života této epochy.
Ve středověku vznikala nová hnutí zdůrazňující neslučitelnost bohatství s křesťanským ideálem. Tato hnutí se opírala o autoritu evangelia a asketickou tradici. Nespokojenost se stavem církve vedla k příklonu k odříkavému způsobu života. Obrat dovnitř, k hodnotám lidské duše, pak znamenal odvrat od „pozemských věcí“ a „od všeho stvoření“, jak napsal mistr Eckhart.
V souvislosti s křížovými výpravami byl ve středověku znovu oživen zájem o řeckou filosofii, a to zejména o novoplatonismus. V této škole s výraznými mystickými prvky, z níž vycházel např. i sv. Augustin, našli středověcí mniši novou inspiraci. Platónské podobenství o lidech v jeskyni, kteří se nejdříve musí odvrátit od neskutečných stínů na stěně k pravé skutečnosti, kterou tělesné oči nevidí, je v kořenech každé mystiky. První vlnu tohoto obnoveného zájmu představuje Anselm z Canterbury. Významný je v tomto smyslu i Klášter svatého Viktora (Paříž), kde vzniklo netypické spojení intelektualistické teologie s mystikou. Pro pozdní středověk je pak neméně významné duchovní hnutí Devotio moderna, jehož cílem bylo následování Ježíše Krista jako vzoru křesťanského života. Toto hnutí znamenalo vyvrcholení celkové tendence středověké městské zbožnosti, která kladla stále větší důraz na individuální a vnitřní stránku náboženského života.
Pro křesťanského mystika není Boží přítomnost pouze formální myšlenkou. Vnímání božského je namísto toho prožíváno ve velmi osobní, intimní a naléhavé rovině. Typickým nástrojem mystického textu je jeho specifický jazyk a verbální prostředky, jimiž je posluchač vtahován do popisovaného typu zkušenosti. Při popisu mystické zkušenosti jsou např. užívány velmi expresivní výrazy: nepředstavitelný, hluboce pravdivý. Mystická zkušenost je popisována z pozice já: Já jsem byl vyvolen, já jsem slyšel, mně bylo zjeveno. Jsou užívány výrazy, které naznačující existenci jakýchsi „duchovních smyslů“, kterými je mystik obdařen: Bůh může být spatřen, vnímán, cítěn. Boha se lze dotknout, lze ho slyšet. Mystické texty bývají napsány tak, aby ve čtenáři evokovaly přání prožít stejně „hlubokou a nepopsatelnou zkušenost“. Texty se snaží vyvolat ve čtenáři přání po osobnostní změně. Zaměřují se na intelekt, emoce, afektivitu, tělo, vůli. Mystické texty se tedy v jistém smyslu zabývají základními, existenciálními stránkami lidské osobnosti.
Křesťanskou mystiku jako takovou nelze oddělit od křesťanské modlitby. Mnoho mystických textů je jakýmsi návodem k modlitbě, či samotnou modlitbou. Terezie od Ježíše v tomto smyslu rozlišuje tzv. orální modlitbu a mentální modlitbu, při které lidská duše vstupuje přímo do osobního rozhovoru s Bohem.
Podle J. Lamm obsahuje mystický text v křesťanské tradici čtyři charakteristické rysy:
1. Boží přítomnost je hledána hlubokým vnitřním poznáním.
2. Text má snahu o bezprostřední „vtažení“ čtenáře či posluchače do popisovaného intenzivního vztahu s Bohem.
3. Text je psán specifickým literárním stylem, užívá typických verbálních obratů ve snaze o zapojení čtenáře.
4. Text si nárokuje výjimečnou náboženskou autoritu.[12]

## Projevy chování typické pro středověkou křesťanskou mystiku
Středověká křesťanská mystika není jen literární tradicí, nýbrž se s ní pojí i řada typických praktik nebo tělesných projevů.
Zřejmě nejznámějším z těchto projevů jsou stigmata, což jsou v křesťanském kontextu rány odpovídající poraněním, které Ježíš utržil během ukřižování. Jedná se o rány na dlaních, nohou a boku, můžeme se ale setkat i s poraněními hlavy, ramenou a zad, jež odpovídají ranám po bičování a trnové koruně. Za první jasně doložený příklad tohoto fenoménu jsou považována stigmata sv. Františka z Assisi. Po Františkovi jsou doloženy stovky dalších případů lišících se zejména doprovodnými symptomy. Byly popsány bolesti na výše popsaných lokalizacích, avšak bez viditelných ran, či neustále krvácející rány. V emickém, křesťanském pojetí jsou stigmata chápána jako zázrak, z hlediska antropologie a lékařství bývají vykládána buď jako „zbožný klam“, tedy vědomé sebepoškozování samotnými mystiky s účelem přiblížit se skrze vlastní utrpení Ježíši Kristu (případně také přesvědčit své okolí o vlastním poselství), nebo jako výsledek psychosomatických procesů, kde silné ztotožnění s Kristem mohlo vést k objevení skutečných zranění nebo pocitů bolesti na konkrétních místech těla. Vedle toho jsou stigmata literárním motivem, který je podle vzoru františkánských legend využíván hagiografy ke zdůraznění svatosti hrdinů jejich vyprávění.
Dar slz je další fenomén vztahující se ke křesťanské mystice. Znamená prolévání slz skrze Boží milost, které se dostává pouze některým křesťanům. Slzy doprovázejí vyvolenou osobu každodenním životem, a zvláště pak během liturgických úkonů a modlitby. Tzv. darem slz byl obdařen např. Ignác z Loyoly či František z Assisi (viz Dar slz).
Velké množství mystiček a mystiků se vyznačovalo dlouhými a přísnými Půsty. Půst (hladovění) je typickým projevem středověké křesťanské zbožnosti, především pokání. Zejména středověký klášterní život byl spjat s pravidelným půstem. Hladovění mohlo zahrnovat zřeknutí se jakékoliv potravy i příjmu tekutin, či vyřazení pouze některých typů potravin. Délka půstů se lišila. Pro běžný klášterní život byl typický každodenní „kratší“ půst. Během liturgických svátků pak hladovění mohlo trvat několik dnů, ev. týdnů. Hladovění nebylo chápáno pouze jako výraz hlubokého pokání, ale bylo jako takové, obzvláště ve své extrémní formě, velmi ceněno a obdivováno.

## Nejvýznamnější osobnosti a díla středověké křesťanské mystiky

### Rýnsko-vlámská mystika

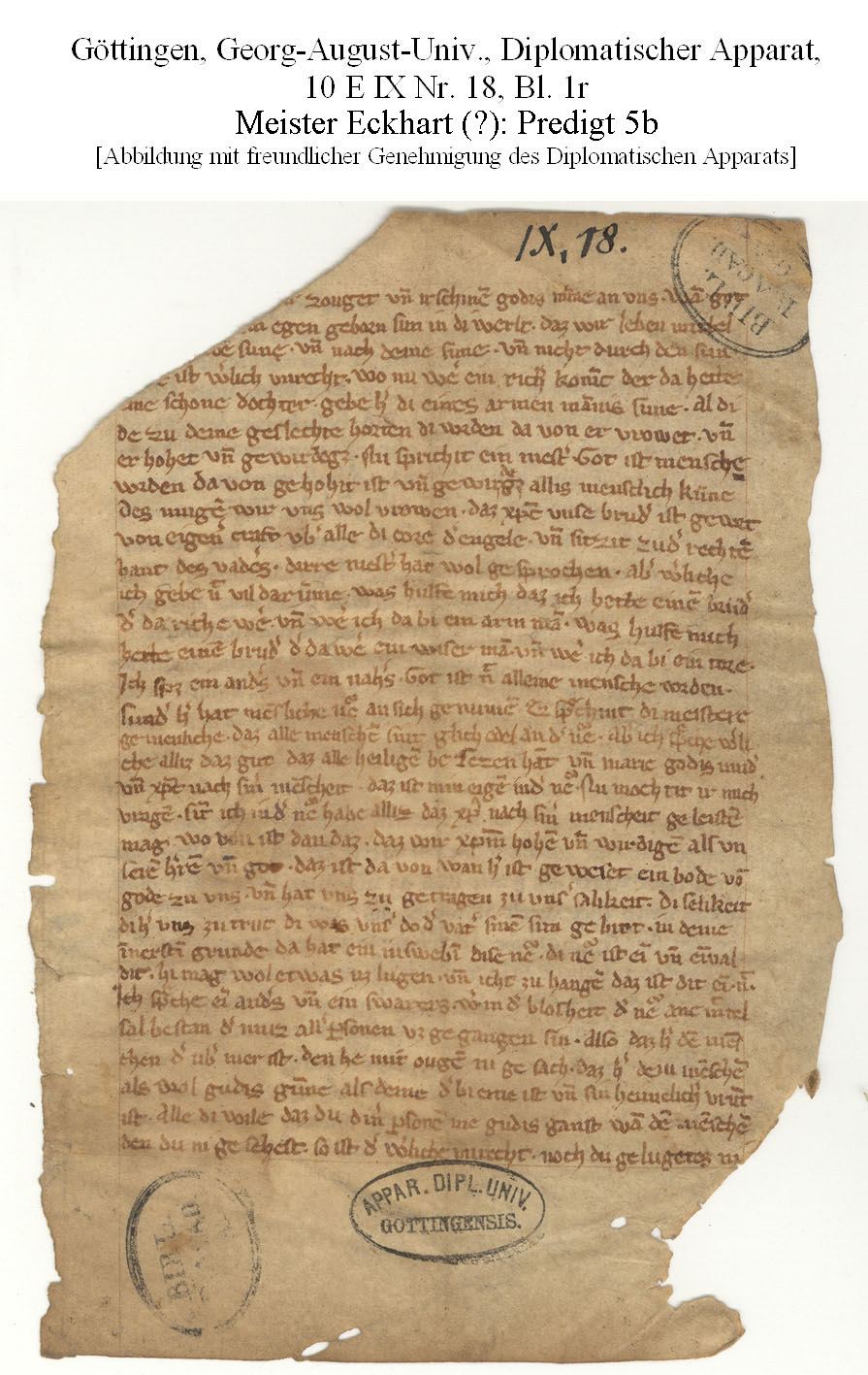
Nejstarší fragment Eckhartova kázání

#### Mistr Eckhart (1260–1325)
Mistr Eckhart byl německý teolog, filosof a dominikán. Řehole dominikánského řádu klade důraz na osobní vnitřní život. Do popředí se proto dostává rozjímání, modlitba a platónské prvky mystické zbožnosti. Je velice pravděpodobné, že mnoho Eckhartových mystických myšlenek pochází z prostředí porýnských ženských klášterů a hnutí bekyň. Z povinnosti hlásat nábožensky vzdělaným řeholnicím bez znalosti latiny vznikla nejvlivnější část Eckhartova díla, Německá kázání. Na Eckharta měla pravděpodobně vliv i kniha belgické vizionářky Markéty Poretové, Zrcadlo prostých duší, která byla za své názory upálena. Hlavní myšlenkou Eckhartova díla je přesvědčení, že vše, co má cenu – bytí, pravda a dobro – je Bůh. Posláním člověka na tomto světě je, aby toto božské spatřil, přijal a pronikl do něj. Na základě svých myšlenek byl Eckhart ve své době obviňován z panteismu.  Zdůrazňoval božskou Jednotu na úkor Nejsvětější Trojice. Ježíše Krista viděl pouze jako prvního mezi dokonalými. V jeho díle zcela chybí téma vykoupení a nevyjasněné je i jeho pojetí Boží milosti. Jasně patrný je zde vliv platonského racionalismu a mystiky bekyň. Eckhart je ve svém díle zcela zaměstnán Jedním a jakákoliv teologická vyjádření jsou pro něj bezvýznamnými podružnostmi.
Dílo: Questiones Parisienses, Opus tripartitum, O vznešeném člověku, O odloučení, Německá kázání.

#### Johannes Tauler (1300–1361)
Johannes Tauler byl německý dominikán, žák mistra Eckharta. Byl ovlivněn Eckhartovým myšlením a novoplatonismem. Nepokračoval však v přímém rozvíjení jeho nauky, vzhledem k tezím, jež Eckharta odsuzovaly z panteismu. Tauler vytvořil vlastní teologický systém založený na představě o konečném sjednocení lidské duše s Bohem. Život Johannese Taulera významně ovlivnilo duchovní hnutí „Gottesfreunde“. „Tvrdší“ jádro tohoto hnutí kladlo důraz jen na vnitřek (společnou identitu s Bohem dosaženou právě jeho naprosto pasivním přijetím) a možná proto se Tauler obracel ve svých kázáních také na stránku vnější. Stoupence tohoto hnutí Tauler vnímal jako pravé „mistry života“ pro příkladný a zbožný život, kterým žili. Duchovní nauku tohoto hnutí lze charakterizovat snahou o „demokratizaci“ a „sekularizaci“ mystiky. Nauka byla soustředěná na „jedinou Pravou“- tedy Boha a zdůrazňovala důležitost některých duchovních ctností, jako je umírněná askeze, schopnost přijímat utrpení či hluboká pokora. Tauler zastával názor, že božská podstata je pouze jedna a že lidské bytosti jsou ontologicky závislé na Bohu. Odmítal chápat mnišské poslání jako výsadu, stejně jako odmítal vidět zmíněné duchovní praktiky jako „pomůcky“ na cestě k Bohu. Trval na tom, že konečná a pravá cesta k Bohu není lidem známa a metaforicky ji přirovnával k cestě vedoucí skrze divokou poušť:
| „ | Lidská bytost směřující k Bohu je opilá láskou, ztrácí svou nezávislou schopnost poznávat a milovat, protože je to právě Bůh v ní, který poznává a miluje. Vnitřní čistota a svoboda člověka určuje povahu jeho činů a zaručuje, že tyto činy budou v souladu s Božím záměrem. | “ |

Tauler ve svém díle rozlišil a charakterizoval tři stupně na mystické cestě k Bohu: extatické štěstí, vnitřní smutek a konečné sjednocení. Každé z těchto stadií je dle něj charakterizováno určitým typem Boží přítomnosti či nepřítomnosti. Poslední stadium splynutí popisuje takto:
| „ | Samotná lidská duše nemá schopnost tohoto stavu (splynutí s Bohem) dosáhnout. Je to (tento stav) bezedná propast, jež se vznáší v sobě sama, tak jako se přelévají vody. Vody se poté noří do propastí a zdá se jakoby tu již žádné vody nebylo. Avšak brzy potom se voda valí zpět, jakoby mělo být vše zaplaveno. A právě v tomto okamžiku se otevírá “Boží příbytek„, kde Bůh žije skutečněji než v nebi či ve všech živých tvorech. Kdokoliv se dokáže dostat až sem, najde zde bezpochyby Boha a sebe sama v jednotě s ním, protože Bůh se nikdy od člověka neodloučil. Bůh i věčnost zde budou přítomností. | “ |

Mistr Eckhart kladl ve svém díle důraz především na Božskou jednotu, opomíjel Boží Trojici. Kladl důraz na zrození mystického Krista v duši. Tauler oproti tomu ve svém díle akcentoval zrození Trojice, odpoutání se, sebevyprázdnění a sebezapření.
Dílo: Exercitia Joannis Tauleri, Exercitia Joannis Tauleri super vita et passione salvatoris nostri jesu Christi.

### Francouzská mystika

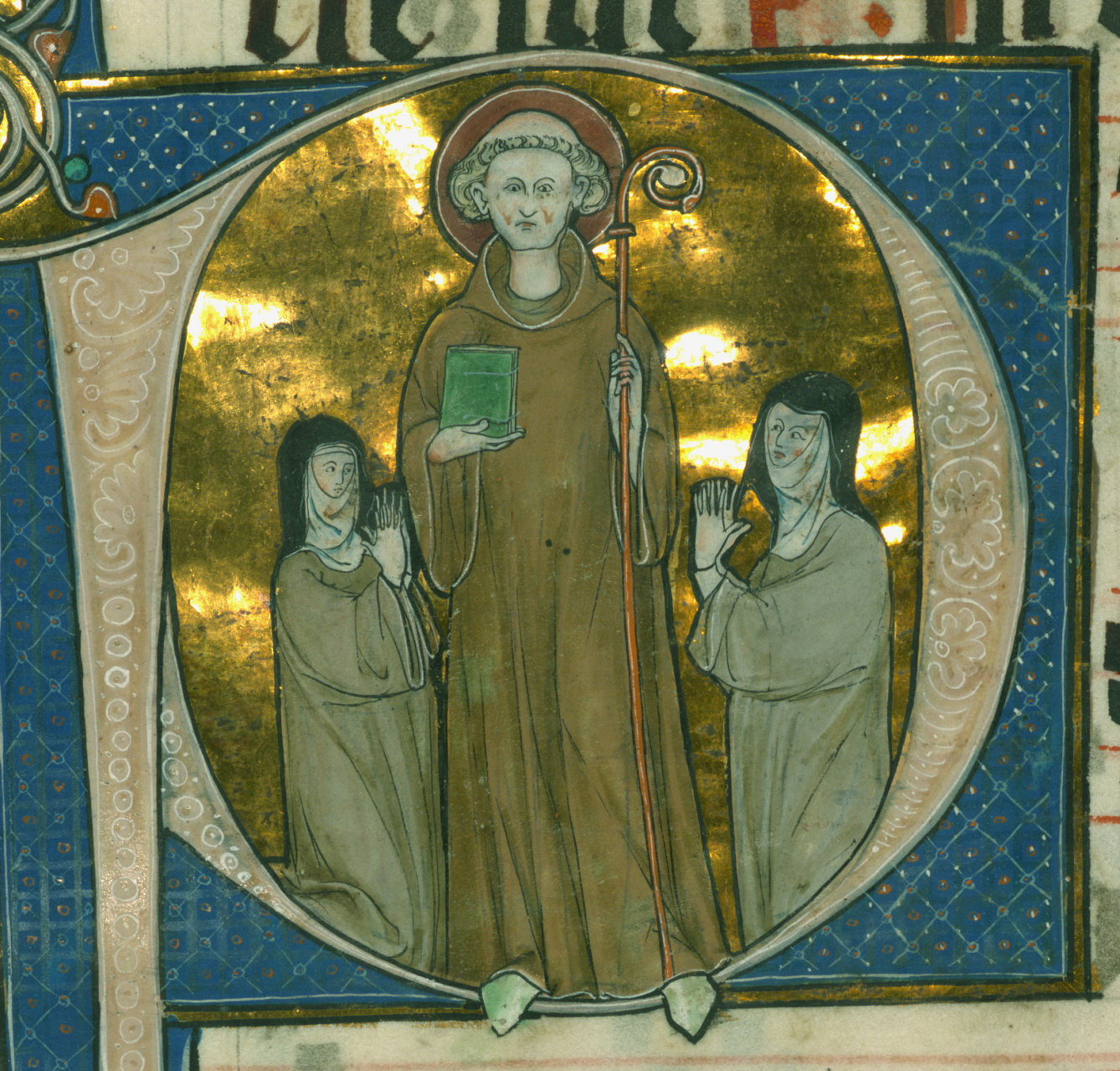
Bernard z Clairvaux (vyobrazení z 13. století)

#### Bernard z Clairvaux (1090–1153)
Bernard z Clairvaux byl cisterciácký mnich, teolog a filosof. Z jeho obsáhlého díla bylo zachováno více než pět set dopisů, které manifestují především jeho touhu naplňovat duchovní i osobní potřeby svých bratří. Bernardův styl exegeze Písma byl velmi náročný, texty obsahovaly osobní reflexe a komentáře k aktuálnímu dění ve společnosti. Zabýval se převážně exegezí Písně Písní, kterou považoval za základní duchovní rozměr každého křesťana. Ve svých textech hojně užíval asociací s erotickým jazykem Písně Písní. Výrazy jako polibek, ňadra či splynutí ženicha a nevěsty, byl schopen přetransformovat do morálního kázání. Bernard vysvětluje svou metodu kázání:
| „ | Pouze dotek Ducha sv. může být inspirací pro Píseň jako je tato a pouze osobní prožitek může vyjádřit její význam, sola addiscit experientia. | “ |

Bernard do svých kázání vkládal vlastní prožitky:
| „ | Chci se s vámi podělit o svou vlastní zkušenost, není sama o sobě důležitá, avšak mohla by vám být nápomocna ve vašem osobním hledání. Říkám vám, i já jsem slyšel Slovo Boží. Vím, mluvím jako pomatený, ale slyšel jsem ho mnohokrát. Avšak, i přesto jsem si nikdy nebyl jist, že se tak stane. Vnímal jsem jeho přítomnost a poté jsem si jeho přítomnost pamatoval. Dokonce jsem vždy znovu tušil, že ke mně přichází. Nikdy jsem si ale nebyl vědom jeho příchodu či odchodu. | “ |

Bernardovu mystickou teologii lze nejlépe pochopit z kázání, která vycházejí právě z Písně Písní. Jeho kázání jsou výrazem snahy o uchopení či pojmenování setkání lidské duše se Slovem Božím. I extáze v okamžiku spojení ženicha a nevěsty je podle něj pouze předzvěst toho, co přijde po tomto životě. Podle Bernarda dává vše, co je v Písmu smysl pouze tehdy, přistupuje-li se k němu v lásce. Centrum teologie Bernarda z Clairvaux je postaveno na myšlence, že Láska nás stvořila z lásky tak, aby se mohla sdílet – vykoupila nás, když jsme zhřešili.
Dílo: Chvály panenské Matky.

#### Umírněný mysticismus svatoviktorské školy
Ohniskem mystiki ve XII. století se stal klášter svatého Viktora, ležící nedaleko Paříže. V tomto klášteře se ustavil kroužek milovniků filozofie, kteří, aniž by jakkoli zavrhovali svobodná umění nebo určité principy scholastiky, zároveň zdůrazňovali, že tyto disciplíny mohou nálezt svůj opravdový smysl a cíl jen v mistickém poznání Boha, jež musí nutně korunovat každé lidské poznávací usilí. Individuální cesty poznání Boha, otevírané mystikou, se u těchto filozofujících mnichů (kteří často bývají nazýváni viktoriány) spojovaly s poměrně intenzívními vědeckofilozofickými snahami. Z viktoriánců vynikl Hugo, pocházející ze Saska, a Skot Richard. Pro oba je charakteristické mystické pojetí intuice a zájem o otázky psychologie, jež měla zkoumat cesty vedoucí přímo k Bohu.

### Italská mystika

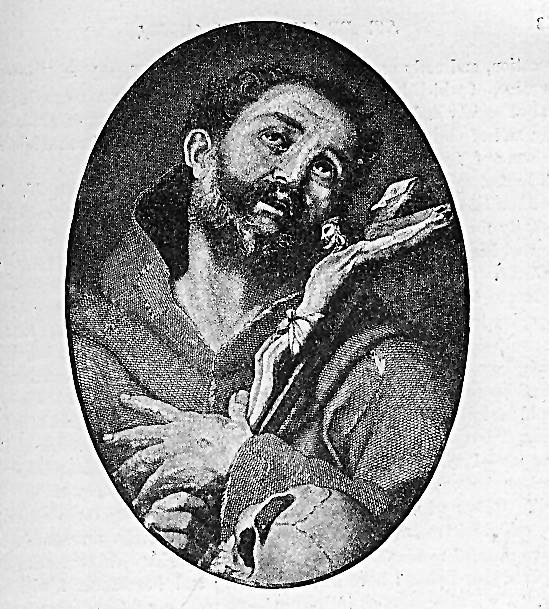
František z Assisi

#### František z Assisi (1182–1226)
František z Assisi byl mnich, mystik a zakladatel františkánského řádu. Jako mladý putoval se svými následovníky po vzoru Ježíše od města k městu. K tomu František ve své závěti píše:
| „ | Poté, co mě Pán dal dohromady s mými bratry, nevěděl jsem, co dále dělat. Avšak sám Nejvyšší mi ukázal, že bych měl žít podle vzoru evangelia. | “ |

František hledal se svými bratry „pravé a dokonalé štěstí“, které paradoxně našel v ponížení. Výrazy jako „duchovní láska“, „skutečná radost“ či „pravé štěstí“ slouží dle Františka jako vodítko k uvědomění si bezprostřední přítomnosti Boha. K tomuto bezprostřednímu uvědomění Boží existence napomáhá modlitba, poslušnost a sebeponižování. Františkovy mystické texty akcentují především jeho vroucí lásku k Bohu.
Dílo: Testamentum, Píseň tvorstva.

### Německá mystika

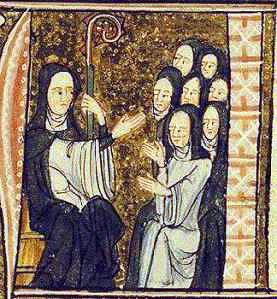
Hildegarda z Bingenu a mnišky

#### Hildegarda z Bingenu (1098–1179)
Hildegarda z Bingenu, „Rýnská sibyla“, členka benediktýnského řádu, byla německá mystička, přírodovědkyně, lékařka, hudební skladatelka a spisovatelka. Hildegarda zdůrazňovala, že liturgická hudba má možnost obnovit Boží chválu. Všechna její „povolání“ byla pro ni přímo spjata s mystickým vnímáním světa. Se svým širokým záběrem byla jednou z nejzajímavějších postav 12. st. Kázala veřejně za podpory významných duchovních, kteří podporovali její teologickou práci. Od dětství měla Hildegarda vidění:
| „ | světlo tak oslňující, až se její duše chvěla | “ |

Ve 23 letech ve svých vizích rozeznala prorocké poslání a svá vidění začala zaznamenávat. Vidění se týkala především stvoření, spásy, eschatologie, svaté Trojice a kosmologie. Hildegarda sama sebe popisovala jako lidskou bytost velmi slabou. Byla přesvědčena, že Bůh se rozhodl využít právě její slabosti k zostuzení silných tohoto světa. Nazývala se:
| „ | tichým zvukem živoucího světla, skrze které proudí navenek Boží hlas | “ |

Ve své pravděpodobně nejpůsobivější teologické práci, Liber divinorum operum, se objevuje okřídlená šarlatová postava, symbolizující Ctnost; v pojetí autorky jde o Ducha svatého, s nímž se Hildegarda identifikuje. Tato postava je pod ochranou staršího muže (Otec) a drží ve své náruči beránka (Syn). Autorka identifikující se s Duchem svatým popisuje obraz takto:
| „ | Jsem planoucím ohněm nad krásou země, zářím ve vodách, hořím ve slunci, měsíci i hvězdách. Společně s větrem oživuji veškeré věci skrze neviditelný vše oživující Život. ... Já jsem Život, celistvý a nedělitelný. Nejsem vytesán ze skály, nejsem ani rašícím květem. Ale naopak, vše živé má kořeny ve Mně. | “ |

Dílo: Ordo virtutum, Scivias, De operatione Dei, Liber vitae meritorum, Liber divinorum operum.

#### Alžběta ze Schönau (1129–1165)
Alžběta ze Schönau byla německá mystička a řeholnice, strávila téměř celý život v benediktýnském klášteře v Schönau. Alžběta je známa především pro své vize, které se dostavily v období pochybností ve víře. V té době se jí opakovaně zjevoval ďábel, od kterého ji ochránila Panna Marie. Její vize byly doprovázeny stavy významného fyzického utrpení. Ona sama však tyto bolesti považovala za důkaz přítomnosti Boha. Zjevení Anděla Páně pak považovala za znamení toho, že se stala vyvolenou k hlásání svých vidění. Ve svých textech Alžběta popisuje své osobní psychické i fyzické stavy. Věřila, že vize nejsou určeny pouze pro ni, nýbrž zavazují ji k poslání promlouvat k ostatním.
Dílo: Knihy vidění, Dopisy.

### Belgická a holandská mystika

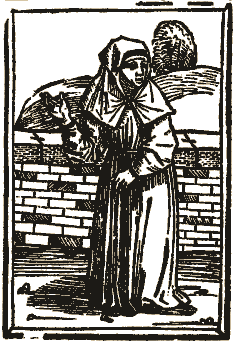
Bekyně 1489

#### Beghardi a bekyně
Náboženská společenství beghardů a bekyní tvořila důležitou formu náboženského života v období urbanizace Evropy ve 12. st, kdy sílil vliv laiků.
Beghardi (název z něm. begen = modlit se) se začali sdružovat v Bruggách jako společenství řemeslníků. Žili ve společném konventu, ale neskládali sliby, nebyli vázáni žádnou řeholí.
Bekyně (název ze starofr. bege = světle žlutá barva sukně) byly ponejvíce panny a vdovy, které se zabývaly péčí o nemocné a kontemplací. Žily ve společenstvích kolem kostelů, avšak stejně jako beghardi neskládaly řeholní sliby.
Hnutí bekyň bylo ryze městským fenoménem uznávaným většinou tehdejších klášterů. Bekyně jsou někdy považovány za fanaticky zbožné ženy žijící mysticky extatickým životem. Je pravděpodobné, že některé z členek tohoto hnutí takovým životem opravdu žily. Avšak charakteristika členek hnutí jako fanatických extatiček je přehnaná. Spiritualita těchto žen připomínala spiritualitu mnichů dominikánského a františkánského řádu, kteří žili asketickým a kajícným stylem života a usilovali o spojení s Bohem. Spiritualita bekyň byla formována mystikou s důrazem na vtělení Kristovo a na hlubokou lásku k Panně Marii. Panna Marie byla komunitou vnímána jako příklad pravého křesťanského života. Důraz byl kladen na kontemplaci a hlubokou osobní zbožnost.
Německá bekyně Mechtylda z Magdeburgu (13. století) píše ve svém díle o lásce mezi Bohem a jeho nevěstou:
| „ | ...mluvil k ní tak krásným jazykem, jenž není možné slyšet nikde v této místnosti. Oblékl ji v šat, který se nosí pouze v palácích....a poté ji odvedl dál do svého tajného království...protože jen o samotě s ní chtěl hrát hru, jež tělo nezná, ani rolníci se svými pluhy, ani rytíři ve své zbroji.... | “ |

J. M. Philippen rozděluje vývoj bekyňského hnutí do čtyř etap:
1. Jednotlivé ženy se sice zapojují do stávajícího náboženského uspořádání, avšak odmítají uzavřít manželství, chtějí se cele oddat Bohu, „mulieres religiosae“ – 12. století.
2. Skupiny zbožných žen již žijí společně, avšak bez zavedených pravidel, typickou představitelkou tohoto období je mystička Hadewijch z Antwerp – počátek 13. století.
3. Skupiny zbožných žen již žijí v těsněji spjatých komunitách, které jsou navázány na lokální farnost – 13. století.
4. Skupiny zbožných žen již žijí v dobře organizovaných komunitách, které mohou, avšak nemusí být navázány na lokální farnost – pozdní 13. století.

#### Hadewijch (13. století)
Hadewijch je typickou představitelkou bekyň začátku 13. století původem pravděpodobně z Antverp. Hadewijch byla vizionářka a autorka četných mystických textů sepsaných ve formě dopisů a básní. Její vize se týkaly především eucharistie, která pro ni znamenala pocit hluboké blízkosti k Bohu. Její dílo lze charakterizovat jako „mystiku lásky“, popř. jako „mystiku ontologickou“, jehož praktická forma akcentuje návrat k chudobě. Její poezie je nářkem nad možnou ztrátou této blízkosti, je psána velmi bolestným a dojímavým stylem.
| „ | Avšak potom přišla ‚zima‘ a pocit, že Bůh mizí z přítomných pocitů. | “ |

#### Jan van Ruysbroeck (1293–1381)
Jan van Ruysbroeck, známý též jako „doktor admirabilis“, byl významný mystický autor z Brabantska. Jeho nejznámější a též i nejoblíbenější prací je Duchovní přijímání interpretující biblické texty. Biblický text využívá k nabádání ke zbožnosti: 
| „ | Pohleď ženichu, přijď, vyjdi a potkej se s Ním | “ |

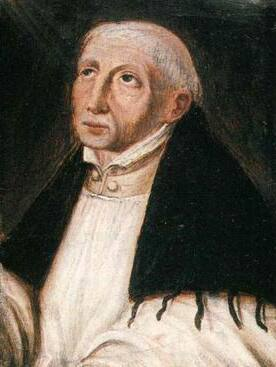
Jan van Ruysbroeck

Ve svých textech Ruysbroeck nikdy nezmiňuje svou osobní mystickou zkušenost. Autoři jeho biografie však Ruysbroecka popisují jako muže „hořícího láskou k Bohu“. Jeho mystické texty jsou charakteristické pro svou snahu o přiblížení se k Boží Trojici a eucharistii skrze modlitbu. Texty jsou velmi krásné a precizně napsané. Zdá se, že Ruysbroeck znal velmi dobře práci bekyně Hadewijch. Úryvky z jejích poetických textů dokonce ve svém díle cituje. Jeden z nejvýznamnějších aspektů Ruysbroeckovy práce je výborná srozumitelnost popisu změn, jež se odehrávají v člověku, který žije ve spojení s Bohem a to od stadia „začátečníka“, přes postupný vývoj až po konečné splynutí s Bohem. Ruysbroeck nikdy ve svém díle neužívá slova „mystika“. Namísto toho mluví raději o „životě naplněném kontemplací o Bohu“ (godschouwende leven). Jeho texty nejsou návodem k dosažení jednoty s Bohem, jsou spíše popisem toho, co se odehrává v mysli člověka, který je oddán Bohu. Ruysbroeckovo chápání jednoty s Bohem, „bez rozdílu“, bylo některými současníky chápáno jako panteistické.
Dílo: Duchovní přijímání.

### Anglická mystika

#### Oblak nevědění
Anglický středověký text ze 14. st., Oblak nevědění, sepsaný neznámým autorem, je dílo, které až do současnosti ovlivňuje pohled na mystiku a kontemplaci. Text je jakýmsi duchovním návodem ke kontemplativní modlitbě. Podle tohoto textu je jediným možným způsobem, jak skutečně poznat Boha, opuštění všech předešlých představ o Bohu. Člověk, který chce skutečně „poznat“ Boha, musí „odevzdat“ své vědomí do jakési nevědomé oblasti, musí se nechat vést pouze Láskou. Až poté je člověk připraven spatřit pravou přirozenost Boha.[zdroj?]
Ukázka:
| „ | Máme-li v úmyslu modlit se k Bohu, nechť jsou všechny naše myšlenky a přání obsaženy v jediném slovu-Bůh. Nic jiného, žádná další slova nejsou potřebná, neboť Bůh je ztělesněním všeho. Ponoříš-li se pak do sebe sama, nenajdeš žádný konkrétní plán Božího díla, velký ani malý, materiální ani duchovní. Nemysli na ctnosti, kterými tě Bůh skrze svou milost může obdarovat, ať už je to víra, naděje, pokora, trpělivost nebo chudoba. Pro kontemplaci znamenají všechny ctnosti to stejné, znamenají jedno slovo-Bůh. Představují Boha ve své celistvosti.[zdroj?] | “ |

## Moderní vědecké interpretace mystiky

### Kontroverzní výklad R. M. Bella, Holy Anorexia
Rudolph M. Bell ve svém výkladu spatřuje analogii mezi sníženým příjmem potravy a hladověním, které bylo hojně rozšířené a typické pro středověký asketismus, a „moderní“ psychiatrickou diagnózou mentální anorexie. Ve své knize se podrobně zabývá dostupnými dobovými materiály, jež dle jeho názoru dokládají skutečnost, že některé ze středověkých mystiček trpěly právě mentální anorexií, kterou ve své knize nazývá „svatou anorexií“. Zabývá se zejména příběhem sv. Kateřiny Sienské a sv. Veroniky Giuliani. Bell nalézá u své nejprostudovanější „pacientky“, sv. Kateřiny Sienské, zjevné predisponující faktory pro rozvoj mentální anorexie: velmi přísný otec, nespokojenost s patriarchální společností, porucha psychosexuálního vývoje, úmrtí dvojčete či odmítání jakékoliv formy sexuality. V okamžiku, kdy Kateřina prožila smrt třech svých sester a cítila vinu za své vlastní přežití, se u ní dle Bella začala rozvíjet právě „svatá anorexie“. Kateřina začala hladovět, jedla pouze chleba a syrovou zeleninu, pila pouze vodu. Mentální anorexie je v současné době relativně časté onemocnění, nastupuje nejčastěji v pubertě a v adolescenci, postihuje v 95 % dívky. Onemocnění se typicky projevuje odmítáním udržovat adekvátní tělesnou hmotnost, odmítáním jídla, fyzickou aktivitou či zvracením. Přítomen je intenzivní strach z přírůstku na váze, narušené vnímání tělesného schématu, nepřiměřené sebesledování a amenorhea.
Z výše zmíněného současného pojetí mentální anorexie je Bellova teorie problematická v následujících aspektech. M. Bell aplikuje diagnostická kritéria pro mentální anorexii, která jsou užívaná v současnosti, resp. v 80. letech 20. století, na dívky a ženy žijící ve středověku. Interpretace tedy nezohledňuje specifickou sociální, kulturní či politickou charakteristiku doby, kdy „pacientky“ žily. Ve svém interpretačním rámci užívá autor obecný pohled na toto onemocnění, typický pro současnost. U „postižených“ žen hledá predispozice vycházející z aktuálně uznávaných diagnostických kritérií, které přirozeně vycházejí ze specifických problémů současnosti. Nalézá typické rodinné problémy, dominantního otce, sexuální nevyzrálost, vychází z genderových rolí přirozených pro 20. století. Příčinná souvislost mezi rodinnou situací „pacientky“ a odmítáním příjmu potravy je tedy pouze spekulativní. Z pohledu současné medicíny je dále nutno dodat, že odmítání příjmu potravy není typické pouze pro tuto jedinou diagnózu. Nebudeme-li se zabývat množstvím somatických onemocnění, jež jsou doprovázeny sníženým příjmem potravy, nalezneme vedle mentální anorexie množství jiných psychiatrických poruch spojených se sníženým příjmem potravy, jejím úplným odmítáním či bizarním výběrem určitých typů potravin. Zmíněnou symptomatiku lze nalézt u některých typů psychotických, afektivních i úzkostných poruch.

### Psychologie mystiky
William James uvádí, že mystické zážitky mají pro jejich aktéry absolutní význam. Pro jejich okolí a posluchače však význam nemají žádný. Osobně si je neprožili a právě pro vnější projevy těchto prožitků jsou stavy často hodnoceny jako patologické. Rozlišuje dvě hlavní kategorie mystiky: introvertní a extrovertní mystiku. Introvertní mystika je pak pravou formou mystiky a má podle Jamese tyto znaky:
1. vědomí jednoty, čistého vědomí, prázdného prostoru;
2. neprostorovost a nečasovost;
3. pocit objektivity a reality;
4. blaženost, pokoj;
5. prožitek svatého, posvátného či božského;
6. paradoxnost;
7. tvrzení mystiků, že jde o něco nepopsatelného a nevyslovitelného.

Mystika využívá uvedených zážitků a tvoří z nich tzv. „peak experience“ - vrcholné zkušenosti. Ty pak dotváří představu globálního řádu právě tím, že člověk má tuto představu zprostředkovanou od vyšší bytosti, než je člověk sám. W. James ve své práci Druhy náboženské zkušenosti zmiňuje některé techniky navozování náboženských prožitků:
1. Spojení poskytovaných informací s apelem na citově nabité motivy (spojení sdělovaných informací s vlastními prožitky zjednodušuje přijetí do vlastního myšlenkového systému).
2. Navození citových a kognitivních očekávání (posluchači je předkládáno, že bude pociťovat určité významné zážitky; očekávání hraje např. i významnou roli při intoxikaci halucinogeny).
3. Práce se symboly (napomáhají ilustrativnímu pochopení vykládané látky).
4. Repetitivní koncentrace (fixace obsahu opakováním).
5. Koncentrace uvolňující mysl.
6. Pantomimika (náboženské projevy jsou doprovázeny tělesnými úkony-spontánně navozují stav již dříve zakoušeného)
7. Hudba a zpěv (zesiluje prožívání a navozuje očekávání).
8. Automatizace – deautomatizace (dle A. J. Deikmana dochází při dlouhodobé fixaci pozornosti na objekt ke změnám v jeho vnímání, např. barva, tvar, zvuk. Běžně vnímané vzorce lze narušit též zásahem do integrity těla, např. půstem nebo sebepoškozováním. Navíc bolest jako taková rituál zintenzivňuje a zvnitřňuje.[38]

## Význam a vliv středověké mystiky
Podle E. Underhillové představuje středověká mystika, hlavně mystika 14. století, vůbec nejvyšší vrchol evropské mystiky.
Jako příklad vlivu středověké mystiky na současné vnímání náboženských prožitků v katolické církvi lze uvést dílo Karla Rahnera, německého katolického kněze, jezuity a teologa žijícího ve 20. století. Ve svém nejvlivnějším díle, Schriften zur Theologie, uvádí, že mystici byli a jsou ve skutečnosti zcela „normální lidé“ a normální zde podle něj znamená „být opravdovým člověkem“. „Ne-normální“ jsou naopak všichni ostatní, kteří sice mají též schopnost mystických prožitků, ovšem zcela ji potlačili. Tuto schopnost, ač zůstává jakýmsi způsobem nevyužita, mají dle Rahnera jednoduše proto, že jsou lidmi. Avšak tato latentní schopnost, i když nevyužita, nám částečně umožňuje pochopit o čem mystici mluví. Pro Karla Rahnera je mystický prožitek Boží dar, jímž jsou někteří lidé obdařeni. Rahner dokonce říká: „Zbožný člověk zítřka bude ‚mystik‘, někdo, kdo něco ‚zakusil‘, nebo vůbec nebude“.
Jako další příklad vlivu starověké i středověké mystiky na současné křesťanství lze uvést uskupení The World Community for Christian Meditation (WCCM). Tato iniciativa se doslova odvolává na první křesťanské mnichy a pouštní otce a snaží se znovu oživit jejich odkaz. Zakladatelem této instituce je benediktýnský mnich John Main. Komunita provozuje výukové meditační kurzy nejen pro dospělé či duchovní, ale i pro děti a např. vězněné osoby, pořádá pravidelná setkání a vydává osvětové publikace i učebnice.
Již zmíněný anglický středověký text ze 14. století, Oblak nevědění, byl velmi populární v Anglii 20. století a ovlivnil současné kontemplativní modlitební praktiky.[zdroj?] Praktický návod k modlitbě popisovaný v textu je předlohou pro současný specifický kontemplativní typ modlitby vyvinutý trapistickými mnichy. V 70. letech 20. století se tímto textem nechal inspirovat např. trapistický mnich Thomas Keating ve svém díle Open mind.[zdroj?]